# Nelsonův ostrov (Antarktida)
Nelsonův ostrov je ostrov v souostroví Jižní Shetlandy v Jižním oceánu zhruba 100 kilometrů od pobřeží Antarktidy. Leží u jihovýchodního konce ostrova Krále Jiřího, od kterého je oddělen zhruba 400 metrů širokým průlivem. Od Robertova ostrova dále na jihovýchod jej dělí zhruba deset kilometrů. Nelsonův ostrov má s délkou 20 kilometrů a šířkou až 11 kilometrů celkovou plochu zhruba 192 kilometrů čtverečních.
Ostrov je zhruba z 90 % pokryt ledovcem. Na jeho severovýchodě se nachází polární stanice Eco Nelson založená na konci 80. let 20. století Čechem Jaroslavem Pavlíčkem.

## Dějiny
Na ostrově se v roce 1819 vylodil William Smith a o rok později je do britských map zanesl Edward Bransfield pod jménem Nelson Island. Později 25. ledna 1821 se zde vylodila ruská výprava Fabiana Bellingshausena, která ostrov pojmenovala po bitvě u Lipska – posléze nicméně i na ruských mapách převážil původní britský název.